# Vomp
Vomp är en ort och kommun i distriktet Schwaz i förbundslandet Tyrolen i Österrike. I nordväst gränsar kommunen mot Tyskland.
Kommunen består av fem orter (Ortschaften) (inom parentes invånarantal 1 januari 2024):
- Fiecht (1 190)
- Hinterriß (29)
- Vomp (3 521)
- Vomperbach (586)
- Vomperberg (173)